# سانتاگاتا بولونیزه
سانتاگاتا بولونیزه (به ایتالیایی: Sant'Agata Bolognese) یک کومونه در ایتالیا است که در استان بولونیا واقع شده‌است.

## خصوصیات
سانتاگاتا بولونیزه ۳۴ کیلومترمربع مساحت و ۶٬۸۴۹ نفر جمعیت دارد و ۲۱ متر بالاتر از سطح دریا واقع شده‌است.